# Tri Nations 2006
Il Tri Nations 2006 (in inglese 2006 Tri Nations Series) fu l'11ª edizione del torneo annuale di rugby a 15 tra le squadre nazionali di Australia, Nuova Zelanda e Sudafrica.
Si tenne dall'8 luglio al 9 settembre 2006 e fu vinto per la settima volta dalla Nuova Zelanda.
A seguito di un accordo commerciale quinquennale per complessivi 323 milioni di dollari siglato a dicembre 2004 con News Corp sui diritti televisivi delle proprie manifestazioni, SANZAR preannunciò l'ampliamento del torneo a 9 incontri a partire dal 2006.
Ogni squadra disputò quindi sei incontri; chi avesse incontrato fuori casa due volte la stessa squadra, nell'edizione successiva l'avrebbe incontrata una volta sola e così ad anni alterni.
La Nuova Zelanda si aggiudicò il torneo con tre turni d'anticipo, esaurita la fase australasiana del torneo: battendo nel decisivo incontro per la Bledisloe Cup, gli All Blacks acquisirono la matematica certezza del titolo.
Il valore delle marcature, come stabilito dall’IRFB nel 1992, era: 5 punti per ciascuna meta (7 se trasformata), 3 punti per la realizzazione di ciascun calcio piazzato, idem per il drop.

## Nazionali partecipanti e sedi
| Squadra       | Città                            | Impianto interno                                       |
| ------------- | -------------------------------- | ------------------------------------------------------ |
| Australia     | Brisbane Sydney                  | Lang Park Stadium Australia                            |
| Nuova Zelanda | Auckland Christchurch Wellington | Eden Park Lancaster Park Regional Stadium              |
| Sudafrica     | Johannesburg Pretoria Rustenburg | Ellis Park Stadium Stadio Loftus Versfeld Olympia Park |

## Risultati
| Arbitro: | Jonathan Kaplan |

|                                       |      |                     |
| Mealamu 27’, 35’ McCaw 49’ Toeava 76’ | mt   | 15’ Tuqiri 51’ Fava |
| Carter 27’, 35’, 49’                  | tr   | 15’ Mortlock        |
| Carter 48’, 55’                       | c.p. |                     |

| Arbitro: | Paul Honiss |

|                                                             |      |  |
| Paul 15’ Holmes 25’ Giteau 36’, 66’ Latham 58’ Chisholm 75’ | mt   |  |
| Mortlock 16’, 25’, 36’, 58’, 75’                            | tr   |  |
| Mortlock 21’, 30’                                           | c.p. |  |
| Latham 6’                                                   | drop |  |

| Arbitro: | Joël Jutge |

|                                         |      |                           |
| Weepu 39’ McCaw 75’                     | mt   | 1’ F. du Preez 60’ Paulse |
| Carter 39’, 75’                         | tr   | 1’, 60’ Montgomery        |
| Carter 5’, 19’, 24’, 31’, 42’, 50’, 73’ | c.p. | 69’ Montgomery            |

| Arbitro: | Alain Rolland |

|                       |      |              |
|                       | mt   | 10’ Rokocoko |
|                       | tr   | 10’ Carter   |
| Mortlock 9’, 36’, 61’ | c.p. | 16’ Carter   |
|                       | drop | 59’ Carter   |

| Arbitro: | Joël Jutge |

|                        |      |                           |
| Gerrard 31’ Rogers 75’ | mt   | 55’ Fourie 68’ Montgomery |
| Mortlock 31’, 75’      | tr   | 55’ James                 |
| Mortlock 10’, 64’      | c.p. | 46’, 49’ James            |

| Arbitro: | Chris White |

|                                  |      |                           |
| Eaton 34’ Jack 62’ McAlister 67’ | mt   | 24’, 72’ Tuqiri 37’ Elsom |
| Carter 62’, 67’                  | tr   | 24’, 37’, 72’ Mortlock    |
| Carter 5’, 19’, 45’, 51’, 79’    | c.p. | 2’, 15’ Mortlock          |

| Arbitro: | David Lewis |

|                                |      |                                                                 |
| F. du Preez 9’ Fourie 63’, 70’ | mt   | 32’ Tialata 45’ McAlister 56’ Sivivatu 57’ Muliaina 76’ R. Gear |
| Pretorius 70’                  | tr   | 32’, 45’, 57’, 76’ Carter                                       |
| Montgomery 1’, 49’ James 3’    | c.p. | 6’, 18’, 41’, 44’ Carter                                        |

| Arbitro: | Chris White |

|                           |      |                         |
| Habana 21’ Wannenburg 55’ | mt   | 19’ Carter 65’ Rokocoko |
| Pretorius 55’             | tr   | 19’, 65’ Carter         |
| Pretorius 7’, 16’, 78’    | c.p. | 9’, 29’ Carter          |

| Arbitro: | Steve Walsh |

|                         |      |                        |
| du Preez 55’ Paulse 72’ | mt   | 44’ Larkham            |
| Pretorius 55’           | tr   | 44’ Mortlock           |
| Pretorius 37’, 41’, 47’ | c.p. | 17’, 59’, 62’ Mortlock |
| Pretorius 53’           | drop |                        |

## Classifica
| Pos | Squadra       | G | V | N | P | PF  | PS  | DP  | BMP | Pt |
| --- | ------------- | - | - | - | - | --- | --- | --- | --- | -- |
| 1   | Nuova Zelanda | 6 | 5 | 0 | 1 | 179 | 112 | +67 | 3   | 23 |
| 2   | Australia     | 6 | 2 | 0 | 4 | 133 | 121 | +12 | 3   | 11 |
| 3   | Sudafrica     | 6 | 2 | 0 | 4 | 106 | 185 | −79 | 1   | 9  |